# Knight and Day
Knight and Day er en amerikansk actionkomedie fra 2010 med Tom Cruise og Cameron Diaz i hovedrollerne. Filmen er instrueret af James Mangold, og er Cruise og Diaz's andet filmsamarbejde siden filmen Vanilla Sky fra 2001.
Filmen gik igennem en periode med "udviklingshelvede" med både et skift af filminstruktør og flere forfattere, der arbejdede på manuskriptet. Producenterne på filmen overvejede flere skuespillere til hovedrollerne inden det endelige valg blev Cruise og Diaz. Adam Sandler, Chris Tucker og Gerard Butler blev overvejet af filmens producenter til den mandlige hovedrolle, der senere gik til Cruise, og Eva Mendes blev oprindeligt fastsat til den rolle som Diaz senere fik.
Knight og Day blev udgivet i USA den 23. juni 2010. Filmen modtog blandede anmeldelser fra filmkritikere.

## Eksterne Henvisninger
- Knight and Day på Internet Movie Database (engelsk)
- Knight and Day på Filmdatabasen
- Knight and Day på Scope
- Knight and Day i Svensk Filmdatabas (svensk)
- Knight and Day på AlloCiné (fransk)
- Knight and Day på MovieMeter (nederlandsk)
- Knight and Day på AllMovie (engelsk)
- Knight and Day hos American Film Institute (engelsk)
- Knight and Day på Turner Classic Movies (engelsk)
- Knight and Day på The Movie Database (engelsk)